# Supercúmulo de Sarasvati
El supercúmulo de galaxias de Sarasvati es una de las mayores estructuras de galaxias del universo y la segunda más lejana respecto a la Tierra que se conoce (2017).
Este supercúmulo se encuentra a 4000 millones de años luz, casi la edad de la Tierra, en dirección a la constelación de Piscis, en la región Stripe 82 del SDSS. Fue descubierto en 2017 por astrónomos del Centro Interuniversitario para la Astronomía y Astrofísica (IUCAA) y el Instituto Indio de la Educación e Investigación Científica (ISSER), instituciones académicas de India, mediante el Sloan Digital Sky Survey, un proyecto cartográfico astronómico que ha producido los mapas tridimensionales más precisos del universo visible. Su diámetro es de unos 600 millones de años luz. La densidad de sus galaxias es muy alta y el tamaño típico de una de ellas es de alrededor de 250 000 años luz. Incluye unos 43 cúmulos masivos de galaxias. Solo hay unos pocos supercúmulos de galaxias equiparables a este, como la concentración de Shapley y la Gran Muralla de Sloan: está entre las tres mayores estructuras encontradas hasta la fecha y es la segunda más lejana respecto a la Tierra. El nombre de Sarasvati con que ha sido bautizado es el de un río nombrado en el texto más antiguo de India, el Rigveda, y también es el nombre de la diosa hindú del conocimiento, la música, el arte y la sabiduría.